# سالم المرزوق
سالم المرزوق (انگلیسی: Salem Al-Marzouq؛ زادهٔ ۱۹ ژانویهٔ ۱۹۷۲) بازیکن هندبال اهل کویت بود.